# Ascorhynchus laterospinus
Ascorhynchus laterospinus är en havsspindelart som beskrevs av Hilton, W.A. 1942. Ascorhynchus laterospinus ingår i släktet Ascorhynchus och familjen Ammotheidae. Inga underarter finns listade i Catalogue of Life.